# Рєпіно (платформа)
Рєпіно (фін. Kuokkala) — залізнична платформа Жовтневої залізниці на дільниці Санкт-Петербург-Фінляндський — Виборг між платформами Сонячне і Комарово. Розташована в однойменному селищі Курортного району Санкт-Петербурга.
На платформі зупиняються більшість електропоїздів, що прямують від Санкт-Петербург-Фінляндський у бік Виборга. Електропоїзди-експреси на платформі не зупиняються.

## Історія
У 1889 році в Куоккалі була побудована платформа, яку перебудували в станцію в 1897 році. За назвою села була названа і станція. 1 жовтня 1948 року станція була перейменована одночасно з селищем.